# Rahsaan Roland Kirk
Rahsaan Roland Kirk (Columbus, 1935. augusztus 7. – Bloomington, 1977. december 5.) amerikai jazz multi-instrumentalisa dzsesszzenész (tenorszaxofon, fuvola és sok egyéb).

## Pályafutása
Kétéves korában megvakult, szerinte a megfelelő kezelés elmaradása miatt. Legfőbb hangszerei a tenorszaxofon és a szaxofon voltak. Játszott még furulyán, elektromos kalimbán, szájharmonikán, kazoon, melodicán – szinte bármin. Ezen kívül időnként dúdolt egy második hangot, miközben fúvós hangszeren játszott.
1951-től profi zenészként játszott Charles Mingus, Gil Evans, Quincy Jones és a Roy Haynes Quartetben. Az 1960-as évek elején többnyire saját együtteseivel dolgozott.
Az 1960-as évek vége óta használta a Rahsaan becenevet. Zenéjét a hagyományos és a nagyon is modern stílusok, mint a soul, a boogie-woogie vagy a free-jazz zökkenőmentes és nyilvánvalóan magától értetődő kombinációja jellemezte. Az 1970-es években az volt a szokása, hogy minden koncert végén összetört egy széket az utolsó szám után; tiltakozásként a valójában még mindig működő rabszolgaság miatt. Annak ellenére, hogy 1975 végén szélütés következtében az egyik oldala lebénult, 1976-ban ismét fellépett, pl. Charles Mingusszal és Gil Evansszel, miközben csak a bal kezével játszott.
A Rolling Stone magazin Blacknuss című albumát a 49. helyre sorolta a 100 legjobb dzsesszalbum 2013-as listáján, Volunteered Slavery című albumát pedig a 71. helyre tette.
Kirk ismeretanyaga jelentős zenei távlatokat járt be. látóköre sokkal szélesebb volt, mint a legtöbb kortársáé. A klasszikus zenében is hatalmas tudással rendelkezett. Az évek során Camille Saint-Saëns, Paul Hindemith, Csajkovszkij, Antonín Dvořák és Heitor Villa-Lobos darabjai is szerepeltek az albumain, dzsessz-sztenderdek, popdalok és saját kompozíciók mellett.
Kirk zenei karrierje 1955-től 1977-ben bekövetkezett haláláig tartott. 1977-ben az indianapolisi repülőtér felé vezető úton szívroham következtében 41 éves korában meghalt.

## Albumok
(válogatás)
- Triple Threat (1956)
- Introducing Roland Kirk (1960)
- Kirk’s Work (1961)
- We Free Kings (1961)
- Domino (1962)
- Reeds & Deeds (1963)
- Kirk in Copenhagen (1963)
- Roland Kirk Meets the Benny Golson Orchestra (1964)
- I Talk with the Spirits (1964)
- Gifts and Messages (1964)
- Rip, Rig and Panic (1965)
- Here Comes the Whistleman (1965)
- Slightly Latin (1965)
- Now Please Don’t You Cry, Beautiful Edith (1967)
- The Inflated Tear (1967)
- Left and Right (1968)
- Volunteered Slavery (1968)
- Rahsaan Rahsaan (1970)
- The Art of Rahsaan Roland Kirk (1970–71)
- Natural Black Inventions: Root Strata (1971)
- Blacknuss (1971)
- A Meeting of the Times (1972)
- Prepare Thyself to Deal with a Miracle (1973)
- Bright Moments (1973)
- The Case of the 3 Sided Dream in Audio Color (1975)
- Kirkatron (Warner, 1975)
- Other Folks’ Music (1976)
- The Return of the 5000 Lb. Man1976)
- Boogie-Woogie String Along for Real (1977)
- Brotherman in the Fatherland

## Filmek
- Rahsaan Roland Kirk az IMDb-n